# アンドレ＝ルイ・コレスキー
アンドレ＝ルイ・コレスキー（仏: André-Louis Cholesky、1875年10月15日 - 1918年8月31日）は、フランスの数学者・軍人（技術士官）。業績にコレスキー分解が有名。
第二帝政から第三共和政への移行期の1875年、フランス南西部シャラント＝マリティーム県のモンギヨンに生まれる。ボルドーのリセでバカロレアを得、1895年にエコール・ポリテクニークに入学。ここではカミーユ・ジョルダンやアンリ・ベクレルに学ぶ。1897年に同校を卒業、フランス軍砲科少尉となる。その後、軍の地理部・測地課に所属しクレタ島やチュニジア・アルジェリア・モロッコ等北アフリカで軍歴を重ねた。
フランスのパリ子午線改定整備や航空測量の分野にも業績を残したという。1915年4月10日にレジオンドヌール勲章シュヴァリエを受勲。
第一次世界大戦最後の春（1918年）、ドイツ軍がパリ砲などを擁しカイザー戦を開始。前後し同年2月、召集。8月末、連合国の最終攻勢がヒンデンブルク線に迫るなか西部戦線にて没。当時、少佐（commandant）。4年に及んだ欧州の戦火はその2ヶ月後、終に止んだ。
生前、数学的業績は世に知られず没後の1924年、その内容は出版公開された。第二次世界大戦後、ジョン・フォン・ノイマンなどにより再評価され数値線形代数・計算機科学の基礎分野にその名を残す。